# Samoset (Floride)
Samoset est une census-designated place du comté de Manatee, dans l'État de Floride, aux États-Unis,. En 2020, elle compte une population de 4 146 habitants.